# ヨハン・ペーター・ザーロモン

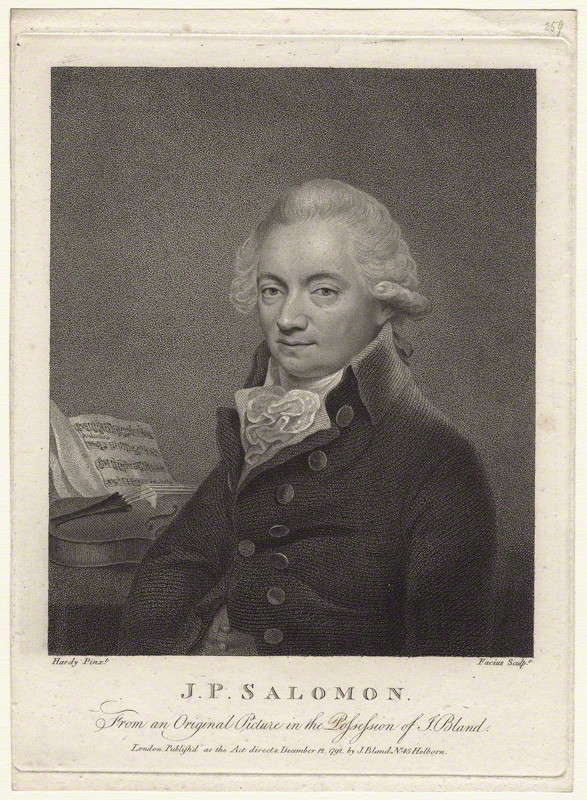
ヨハン・ペーター・ザーロモン

ヨハン・ペーター・ザーロモン（Johann Peter Salomon, 1745年2月20日受洗 - 1815年11月28日）は、ドイツ出身のヴァイオリニスト、作曲家、指揮者、音楽興行師。

## 生涯
ボンに生まれ、当地の宮廷楽団でヴァイオリンを演奏していたが、のちプロイセン王子ハインリヒの楽団でコンサートマスターを務める。1780年代初頭にロンドンへ移住し、作曲家として活動すると共に、弦楽四重奏団でヴァイオリンを弾いた。1781年3月23日にコヴェント・ガーデンでロンドンにデビューした。
しかし、今日もっとも広く知られているのは、音楽興行師としてのザーロモンであろう。1780年代のロンドンではヴァイオリニストのヴィルヘルム・クラーマーを中心としてプロフェッショナル・コンサートという演奏会が開かれており、ザーロモンはそれに対抗して1786年から自分のコンサートをハノーヴァー・スクエア・ルームズで開催した。
1790年にエステルハージ家の楽団が解散し、楽長のフランツ・ヨーゼフ・ハイドンはウィーンに移った。ザーロモンはこの機会を逃さず、自らの演奏会のためにハイドンをロンドンへと招いた。ハイドンは1791年から1792年にかけてと1794年から1795年にかけてロンドンを訪れ、ザーロモンのコンサートで上演するために第93番から第104番までの12曲の交響曲を作曲した。これらはザーロモン交響曲またはロンドン交響曲の名で呼ばれることがある。これは彼がハイドンに依頼して作らせたためで、楽曲の権利もザーロモンが持つ。彼はこれらの交響曲を室内楽用に編曲してサロンなどで演奏した。
また、モーツァルトの交響曲第41番に『ジュピター』の名を与えた張本人とも考えられている。
ザーロモンは1813年のフィルハーモニック協会の創立メンバーのひとりであった。
ロンドンで落馬事故のため死去し、ウェストミンスター寺院の回廊に葬られた。ボン時代からザーロモンと親しかったベートーヴェンはザーロモンの死を悲しみ、「私が子どものころから知っている人のうちで最も偉大な心の持ち主だった」と言っている。
作曲家フェリックス・メンデルスゾーンの母レア・ザーロモンは親戚である。
ロイヤル・フィルハーモニー協会と英国管弦楽団協会は、ザーロモンを記念して2012年にザロモン賞を制定した。